# Милівці

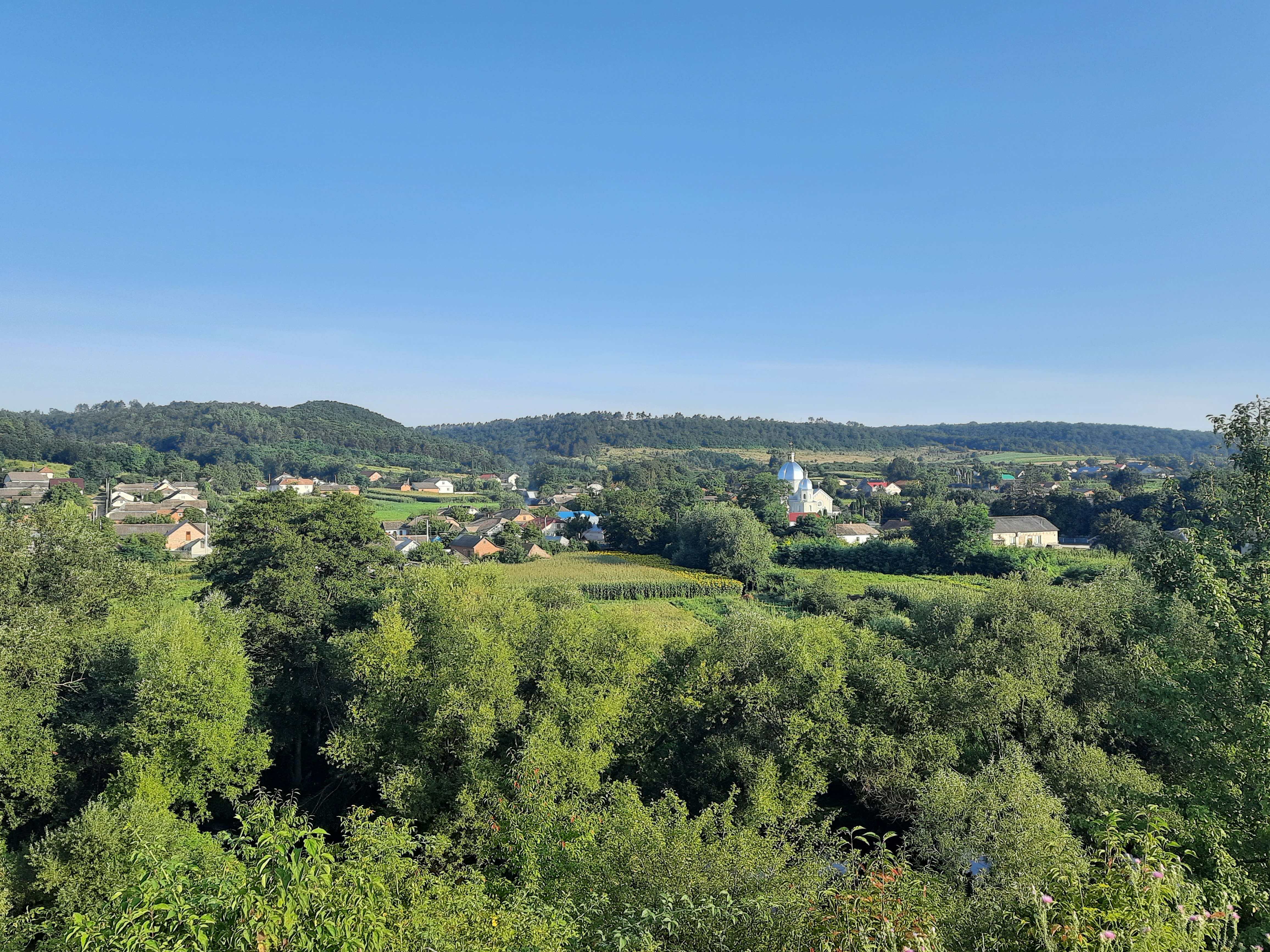
Вигляд на село з пагорба

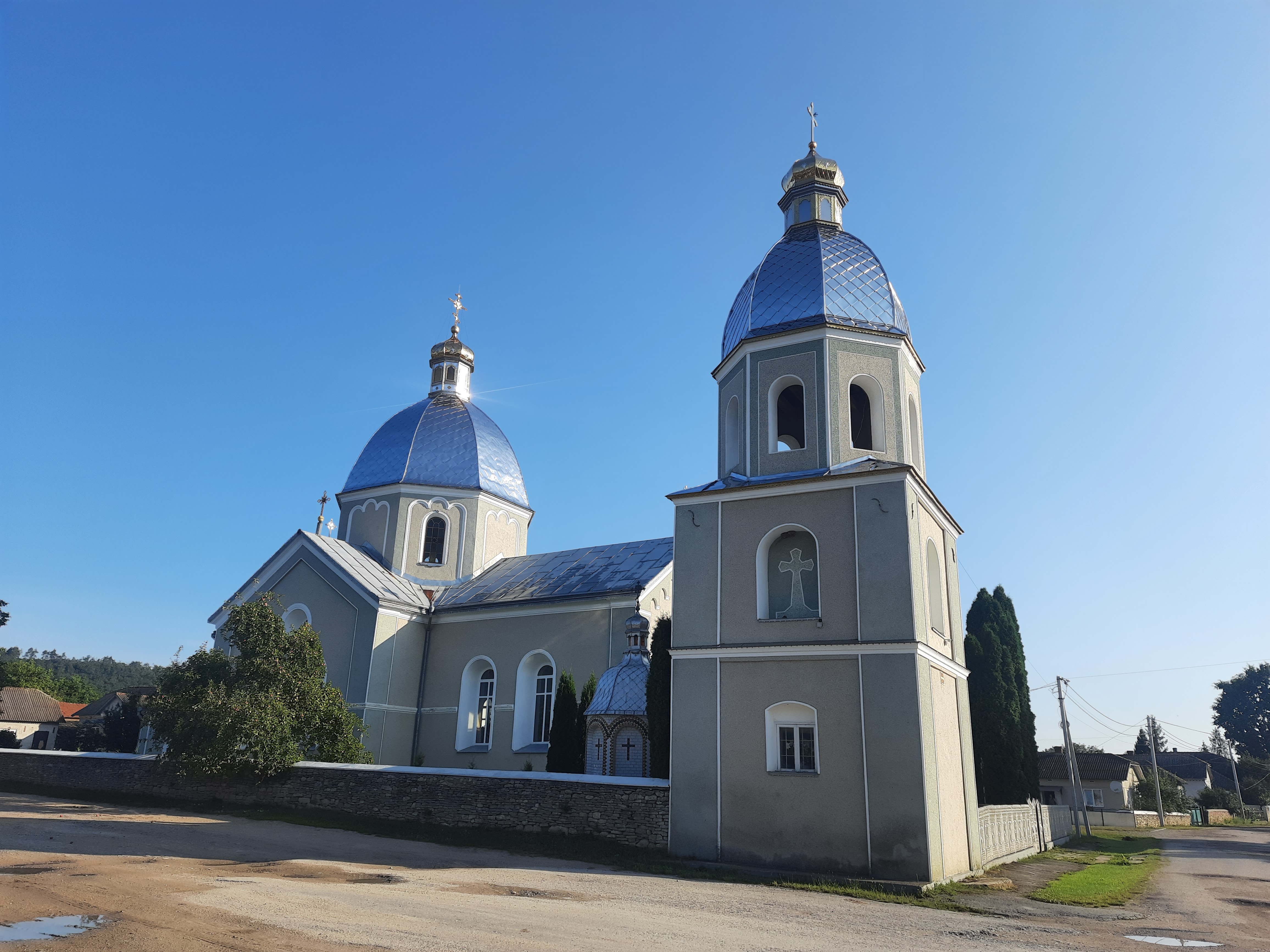
Церква Воскресіння Христового (ПЦУ)

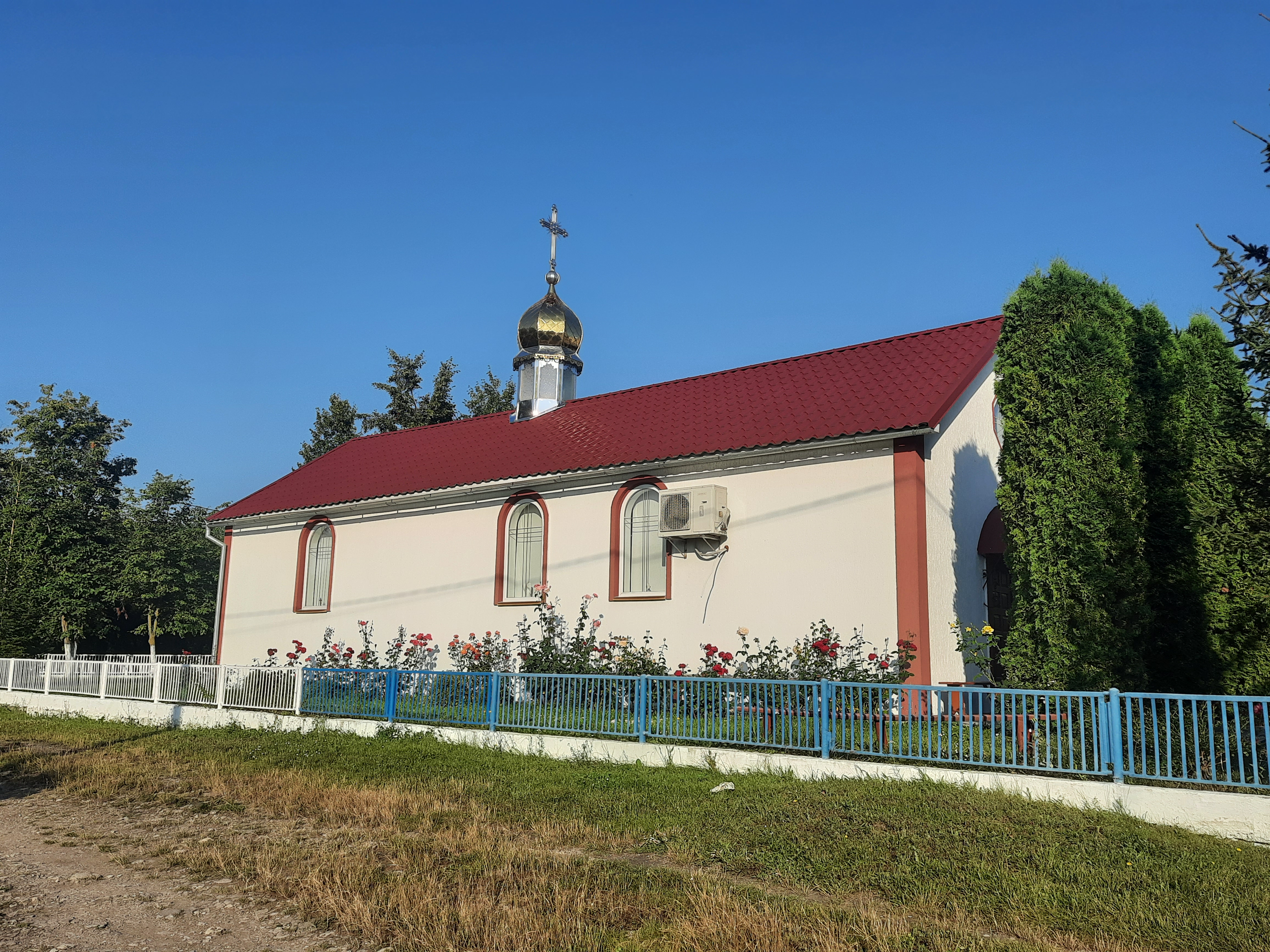
Церква Святого Воскресіння Христового (УГКЦ)

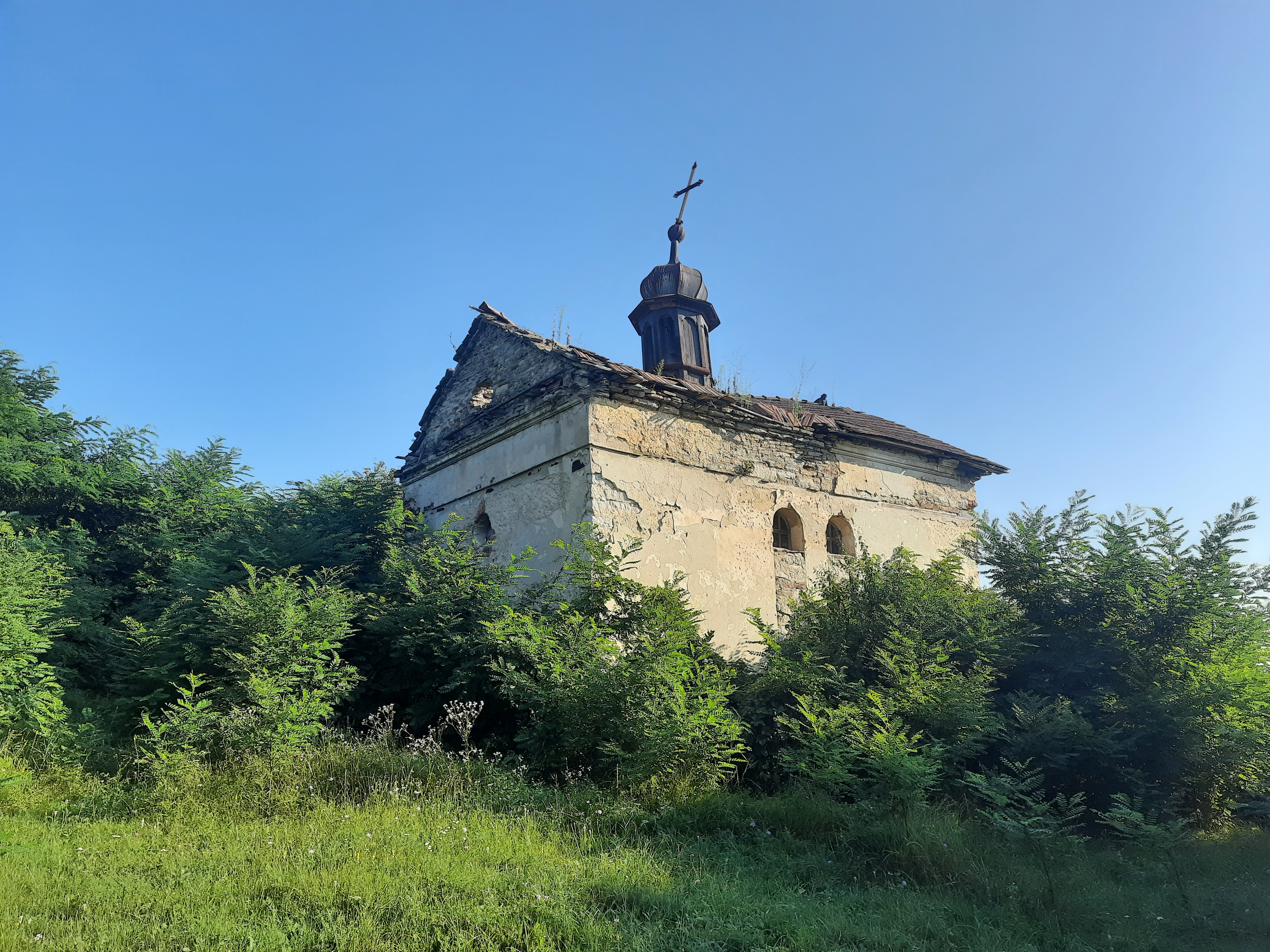
Католицька каплиця

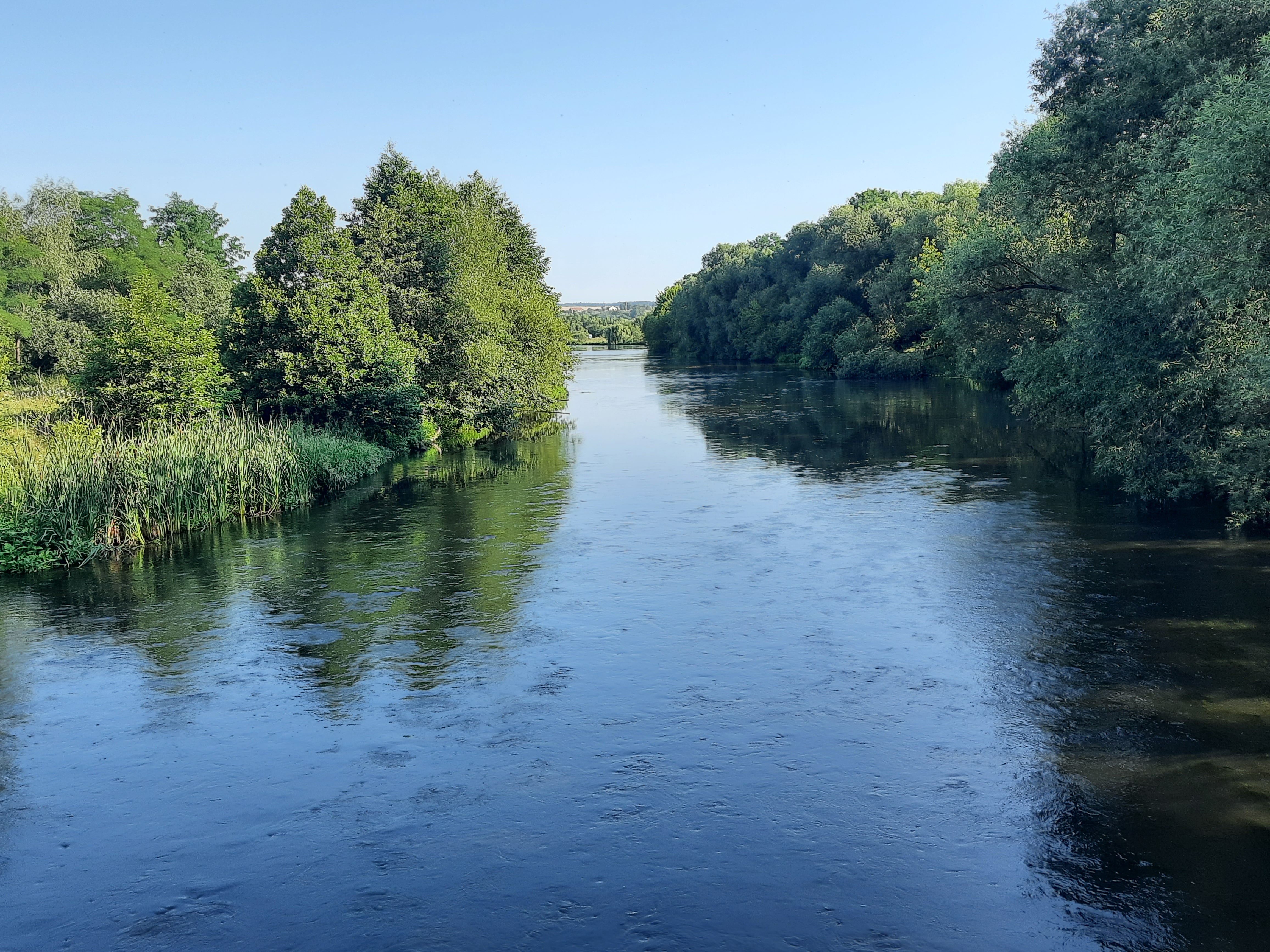
Річка серет біля села

Милівці́ — село в Україні, у Нагірянській сільській громаді Чортківського району Тернопільської області.
За переказами, село назване на честь козака Мила. Згідно з іншою версією — від милої очам і серцю (улюбленої) місцевості. Окремі дослідники виводять назву села від заняття першопоселенців — «миловці» (мисливці).

## Розташування
Розташоване на правому березі р. Серет, ліва притока Дністра, за 22 км від районного центру і 5 км від найближчої залізничної станції Товсте.МИЛІВЦІ — село Нагірянської сільської громади Чортківського району Тернопільської області. . Код КОАТУУ‎: ‎6125585701 Телефонний код‎: ‎+380 3552. Розташоване на правому березі р. Серет, ліва притока Дністра, за 22 км від районного центру і 5 км від найближчої залізничної станції Товсте. Територія – 1,9 кв. км. Дворів – 257. Населення – 612 осіб (2014).

## Історія
- 1424 — перша письмова згадка, згодом згадане у 1442 році, коли король надав Лукашові Лойовичові село Капустинці.
- 1535 — у Милівцях уже діяла церква.
- XVIII — населений пункт отримав статус містечка.
- 1886 — в селі засновано школу.
- 1902 — велика земельна власність належала Каролеві Ґерінґеру.
- 15 червня 1934 р. передане до Чортківського повіту село Милівці з Заліщицького[2].
- 1943—1944 р. нацисти вбили у Милівцях 86 євреїв з трудового табору.

У часі національно-визвольних змагань 1917-1921 рр. в лавах УСС і УГА перебували:
- Стефан Багрій
- Кирило Барилюк
- Михайло Василевич
- Антін Жизномірський
- Іван Зубчак
- Антін Колодій
- Ілля Крокош
- Яків Ловяк
- Михайло Луговик
- Василь Максимчук
- Стефан Матвіїв
- Іван Окулянка
- Микола Окулянка
- Стефан Павлишин
- Петро Паславський
- Стефан Паславський
- Юрій Пилипів
- Гнат Поворозник
- Федір Попик
- Андрій Пуляк
- Гнат Пуляк
- Ілля Пуляк
- Михайло Пуляк
- Петро Пуляк
- Омелян Сенишин
- Петро Сенишин
- Антін Українець
- Михайло Чепига
- Василь Чепига
- Іван Чепига
- Ілля Чепига
- Спиридон Чепига.

Під час німецько-радянської війни загинули або пропали безвісти у Червоній армії:
- Саверій Багрій (нар. 1925)
- Василь Бакалюк (нар. 1901)
- Петро Бакалюк (нар. 1904)
- Семен Бакалюк (нар. 1906)
- Петро Бендик (нар. 1907)
- Володимир Білик (нар. 1906)
- Євстахій Богданюк (нар. 1921)
- Василь Боднар (нар. 1922)
- Михайло Васильович (нар. 1925)
- Михайло Іванович Боднар (нар. 1910)
- Кирило Василевич (нар. 1906)
- Корнелій Гагавчук (нар. 1914)
- Іван Гнап (нар. 1920)
- Михайло Гнап (нар. 1912)
- Михайло Затворніцький.

В лавах УПА воювали:
- Йосип Боднар
- Петро Бурдейний
- Іван Василевич
- Михайло Винничук
- Кароль Зубчик
- Володимира Кальницька-Цепенда
- Михайло Лазар
- Маркіян Лов'як
- Мар'ян Луговик
- Петро Мандюк
- Йосиф Пирожака
- Леонід Пирожак
- Броніслав Попик
- Кирило Попик
- Антін Пуляк
- Йосип Паращук
- Степан Русин
- Василь Сеньків
- Северій Сеньків
- Василь Чепіга.

12 червня 2020 року, відповідно до розпорядження Кабінету Міністрів України № 724-р «Про визначення адміністративних центрів та затвердження територій територіальних громад Тернопільської області» увійшло до складу Нагірянської сільської громади.
19 липня 2020 року, в результаті адміністративно-територіальної реформи та ліквідації Чортківського району (1940—2020), увійшло до складу новоутвореного Чортківського району.
З 1 грудня 2020 року Милівці належать до Нагірянської сільської громади.

## Релігія

Стара церква у Милівцях

- церква Воскресіння Христового (ПЦУ[6]; кам'яна; 1910);
- церква святого Воскресіння Христового (УГКЦ; 1910);
- костел (1863).

Каплички
- капличка (1936; споруджена на пожертви бездітної жінки);
- Богослужбова каплиця Святого Воскресіння Господнього УГКЦ (1999);
- Матері Божої (1993);
- Ісуса Христа (2001);
- Матері Божої поблизу джерела (2013; меценат Іван Чепіга).

## Пам'ятники
1996 — насипано символічну могилу Борцям за волю України.
Споруджено:
- пам'ятник воїнам-односельцям, полеглим у німецько-радянській війні (1989 р.);
- встановлено
  - «фіґури» Пречистої Діви Марії (1803; реставрована 1998),
  - св. Яна,
  - пам'ятний хрест на честь скасування панщини (відновлений 1990),
  - два хрести, що встановили самотні чоловіки на пам'ять про себе (1860—1870),
  - шість хрестів полеглим у Другій світовій війні, хрест на місці загибелі провідника УПА (2002).

## Населення
| Чисельність населення, чол. | Чисельність населення, чол. |
| 2014                        | 2018                        |
| --------------------------- | --------------------------- |
| 612                         | 617                         |

## Соціальна сфера
Діяли філії товариств «Просвіта» (1904), «Січ», «Сокіл», «Луг», «Союз Українок», «Сільський господар» та інші; кооперативи «Власна поміч» (1929) і «Воскресіння» (1932).
1925 — функціонував млин.
Нині працюють школа, молодіжне товариство «Сокіл», клуб, бібліотека, ФАП, ПАП «Таурус», ПАП «Довіра», ПАП «Вікторія»

## Відомі люди

### Народилися
- Ярослав Верняковський (нар. 29 квітня 1934) — польський військовик, ґенерал
- Іван Войцишин (нар. 1952) — господарник
- Микола Крокош (нар. 23 липня 1974) — релігієзнавець, доктор теології,  військовик (підполковник).
- Мар'ян Пуляк (нар. 25 серпня 1955) — заслужений артист естрадного мистецтва України(2013)
- Ружило Іван  — український військовик, учасник російсько-української війни[7].

### Проживали
- Іван Чепіга (нар. 2 квітня 1952) — господарник, краєзнавець, меценат, громадський діяч
- Ілярій Боцюрків ( нар. 1878) - релігійний та громадський діяч
- Михайло Каровець (нар. 14 листопада 1873) - релігійний діяч, письменник
- Павло (Кравчук) — єпископ ПЦУ, служив священиком.
- Ярослав Максимчук-нар.1966р.,закінчив Вище Воєнне Авіаційно-Інженерне Училище ім.Яна Фабріціуса у м.Даугавпілс (Латвія),служив в авіації військовим інженером,в 39-років став підполковником.*в даний час на заслуженій пенсії*

## У літературі
2014 — вийшла книга І. Чепіги «Милівці: маловідомі й забуті сторінки історії (1424—2014)». 2019 - вийшло друге видання книги.
Книга містить розділи, котрі розповідають про легенди та історію села, про перші писемні згадки, періоди 1800–1920-х років, міжвоєнної Польщі, Другої світової та визвольної боротьби ОУН і УПА, радянський, національного пробудження та сучасності. Є розділ «Відомі уродженці та люди, котрі прислужилися до духовного розвитку села». Проілюстрована документальними світлинами.